# Lyceumbrug
De Lyceumbrug (brug 410) is een vaste brug in Amsterdam-Zuid.
Zij verbindt het Olympiaplein met de Pieter Lastmankade en de Jan van Goyenkade, de noordelijke kades van het Noorder Amstelkanaal. Zij vormt een bouwkundige eenheid met het Amsterdams Lyceum (dat er eerder stond en waarnaar het vernoemd is) en het Monument Indië-Nederland, aan de andere zijde. In de 21e eeuw is de brug voornamelijk bestemd voor fiets- en voetgangersverkeer (autoverkeer naar het noorden is mogelijk), dat via de onderdoorgang (niet voor auto's) onder het lyceum het Valeriusplein kan bereiken.
Het Amsterdams Lyceum ten noorden van het Amstelkanaal werd in 1920 geopend. De stad breidde snel verder zuidwaarts uit, maar het zou nog enige tijd duren voordat hier een brug kwam. Toch was al een ontwerp van Piet Kramer van de Publieke Werken af. Overigens komt de brug niet alleen uit zijn koker, ingenieur Cornelis Biemond verzorgde het technische gedeelte. Kramer kon echter zijn tekeningen blijven aanpassen (het was crisis) en er was wel al een houten voetgangersbrug neergelegd.
Vanaf juni 1927 werd de brug in fasen aanbesteed. Een aannemer zag kans de brug voor 156.700 gulden te bouwen. In mei 1928 werd de brug opengesteld voor verkeer, een van de beelden van Krop ontbrak daarbij nog. Alle kenmerken van Kramer zijn voorhanden bij deze brug. In de stijl van de Amsterdamse School zijn de afwisseling van baksteen en natuursteen (blokjes en sluitstenen) zien. De bakstenen zijn hier lichtgekleurd. De siersmeedijzeren balustraden komen ook van Kramers hand, ze waren echter eerst lichtgekleurd, maar zijn naar donkergroen aangepast aan de kleur zoals bij bijna alle Amsterdamse grachten.
Wat verder opvalt aan de brug zijn:
- het totaal geeft de aanblik van een stadspoort, het lyceum is over de doorgaande weg gebouwd en is in wezen dus zelf een viaduct
- het geheel kent een symmetrische opbouw
- de bootsteigers (Kramer projecteerde weleens terrassen nabij zijn bruggen) waren eerst aan de noordoever getekend, maar werden aan de zuidoevers opgeleverd; er kwam een ondergrondse verbinding tussen de twee steigers; er zijn daar mogelijkheden tot opslag en werkzaamheden en er waren kleedkamers; de steigers kwamen er op verzoek van de toenmalig schooldirecteur Gunning, die meer beweegmogelijkheden voor "zijn" kinderen zocht
- aan het eind van de bouwsteigers staan twee brugwachterhuisjes met twee verdiepingen, het ene brughuisje dient tot toilet, het andere tot bootsmanhuisje, de huisjes hebben een paraboolachtig uiterlijk
- er zijn vier Frans kalkstenen beeldhouwwerken van Hildo Krop te bewonderen, aan de kant van het lyceum op pylonen voorstellende een moeder met dochter (met roos staande voor natuur en zwaluw staande voor standvastigheid) en een vader en zoon (met tandwiel staande voor techniek en meeuw staande voor ontdekkingsdrang), aan de overkant op een soort sluitstenen een jongen (Krops zoon Johan) en meisje (Krops dochter Helen), qua geslacht kruislings geplaatst ten opzichte van moeder/dochter en vader/zoon.

Herman Ambrosius Jan Baanders, de architect van het lyceum vond daarbij de brug wel mooi, maar had liever stenen walkanten gezien; hij vond het gras afbreuk doen aan het totaalontwerp. Hij had er een ingezonden brief voor over.
De brug kreeg gedurende haar leven veel te doorstaan, de bevolking groeide sterk en het daarmee gepaard gaande verkeersbeeld wijzigde compleet. De kalkstenen beelden van Krop hadden van dat laatste te lijden, ze werden bij een grootscheepse renovatie in 2007/2008 ontdaan van hun verwering of vervangen door replica's.

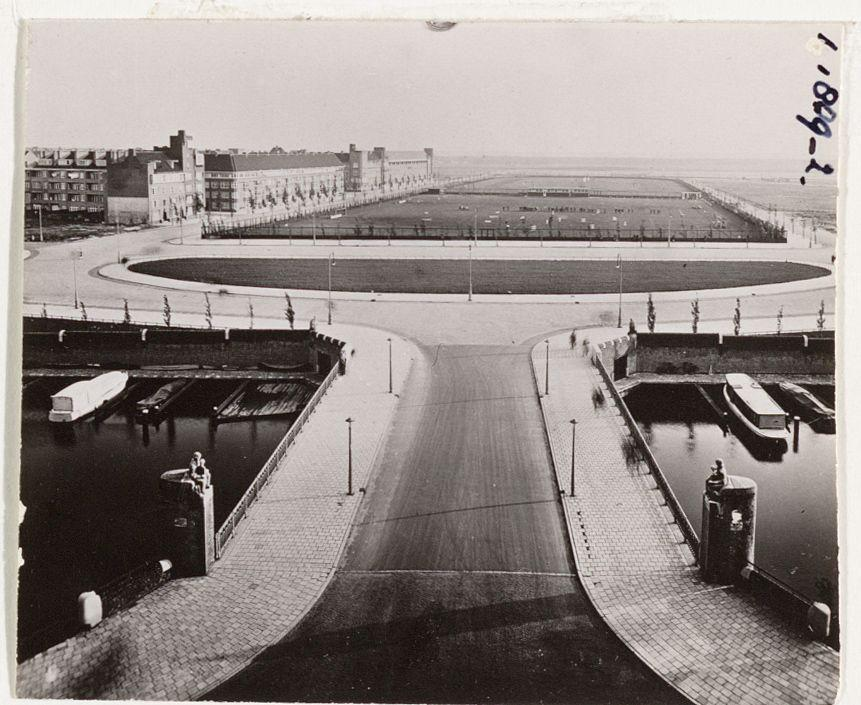
De brug kort na de bouw
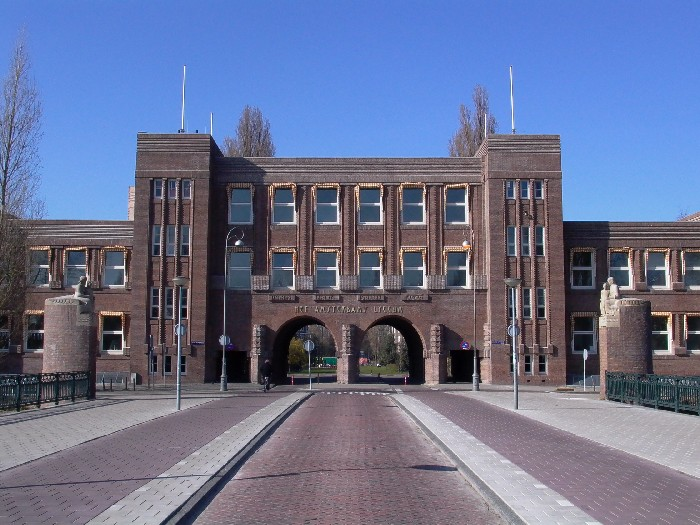
Zicht over de brug richting het Valeriusplein
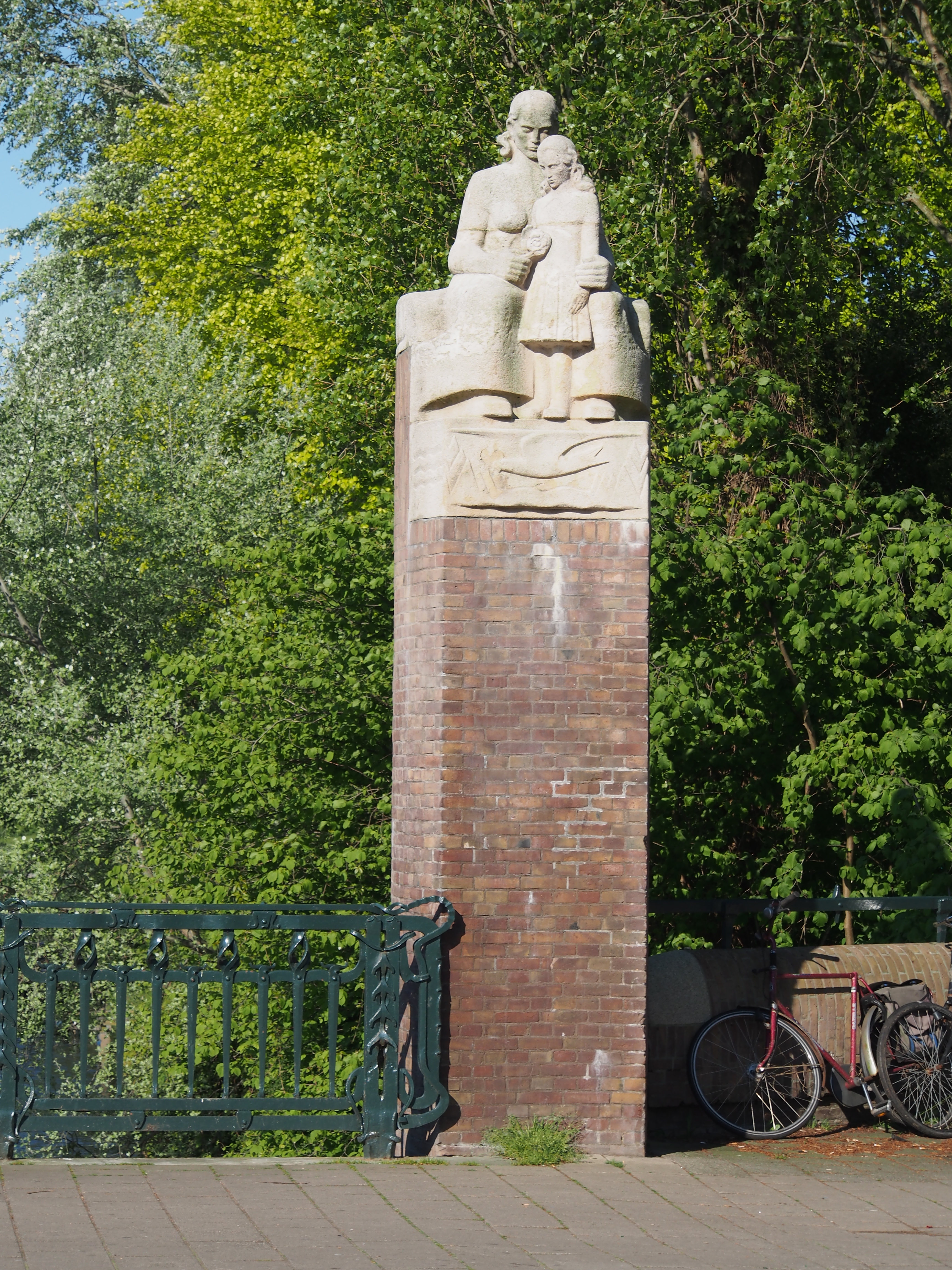
Moeder met dochter
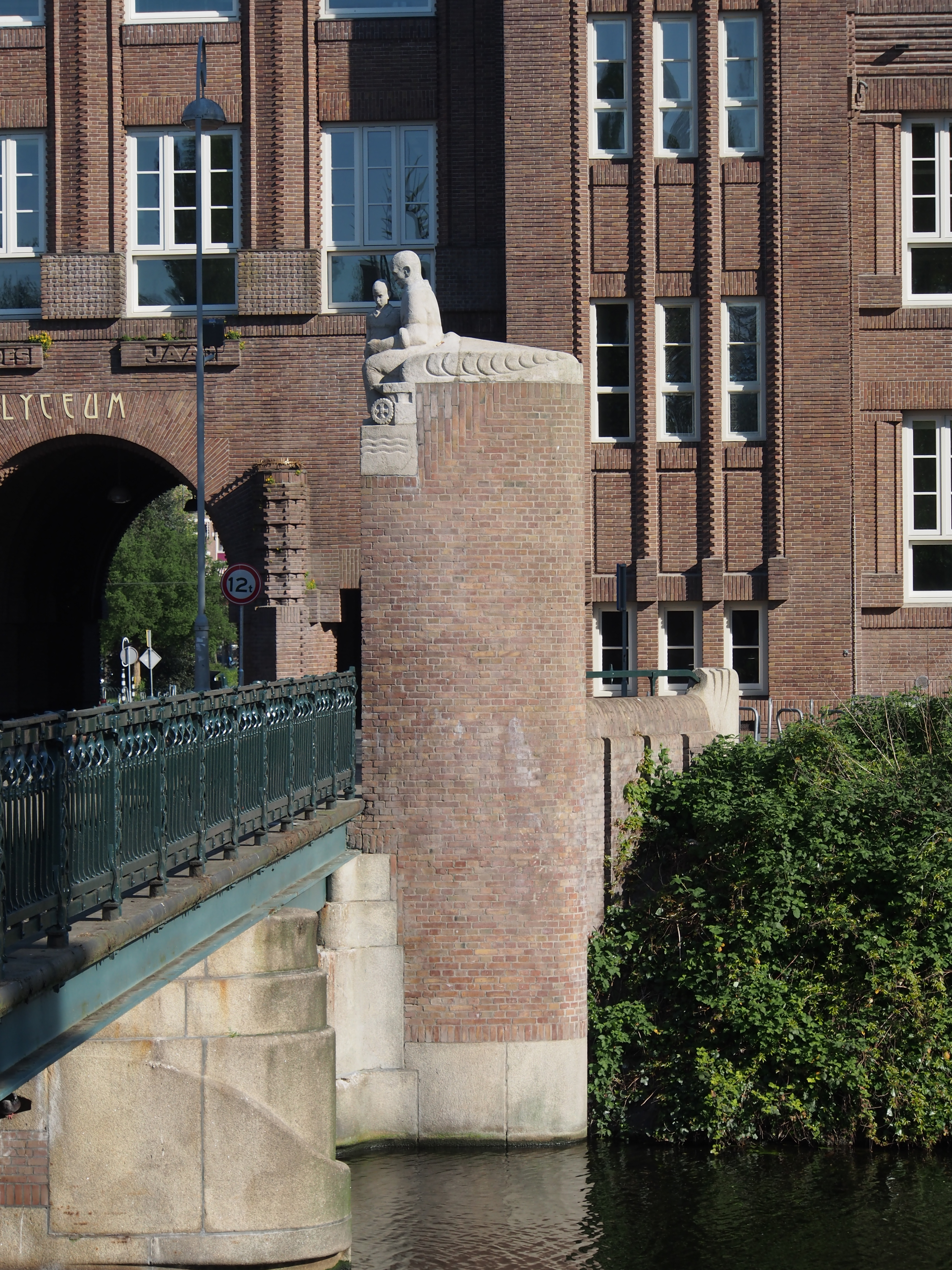
Vader met zoon
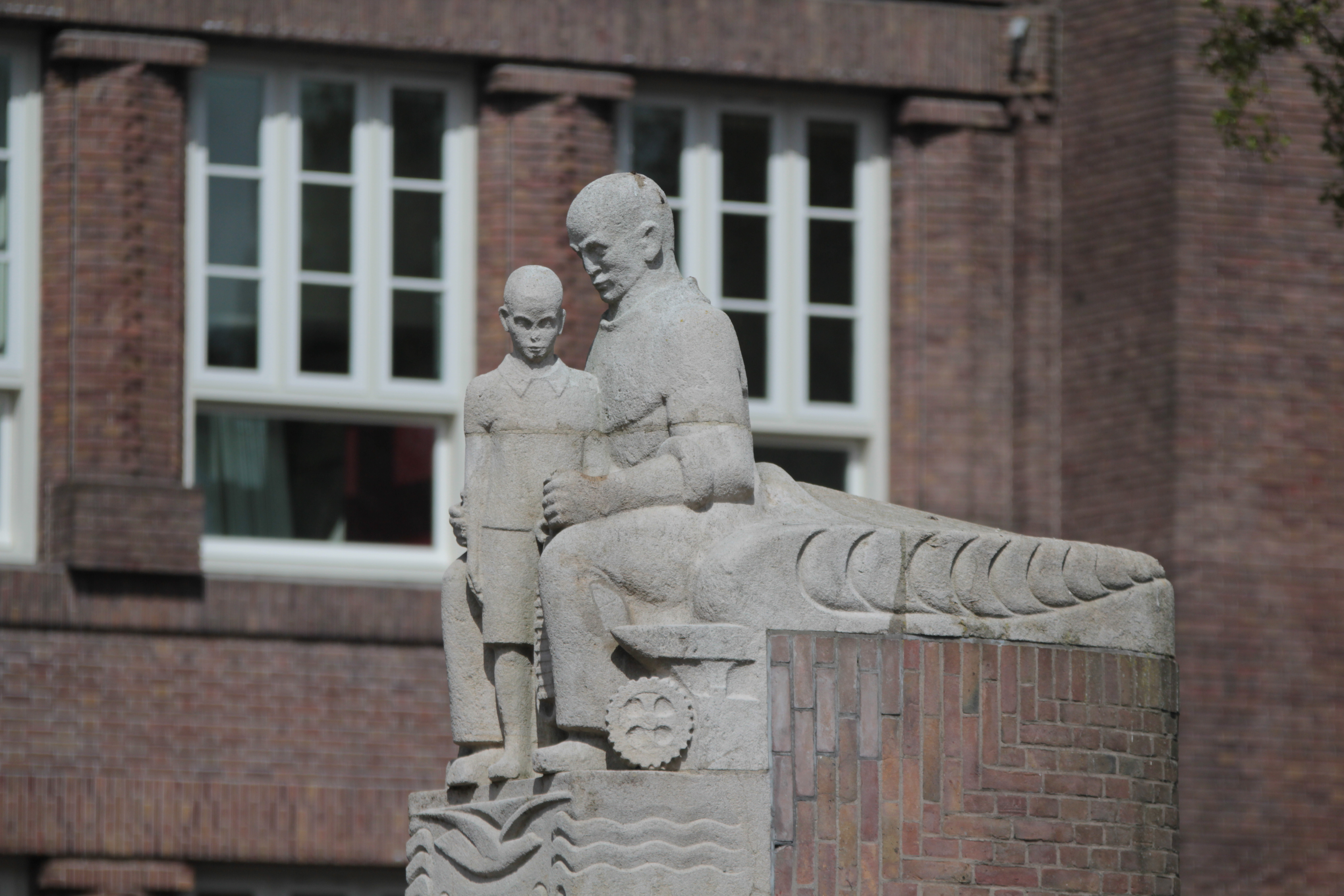
Vader met zoon close-up
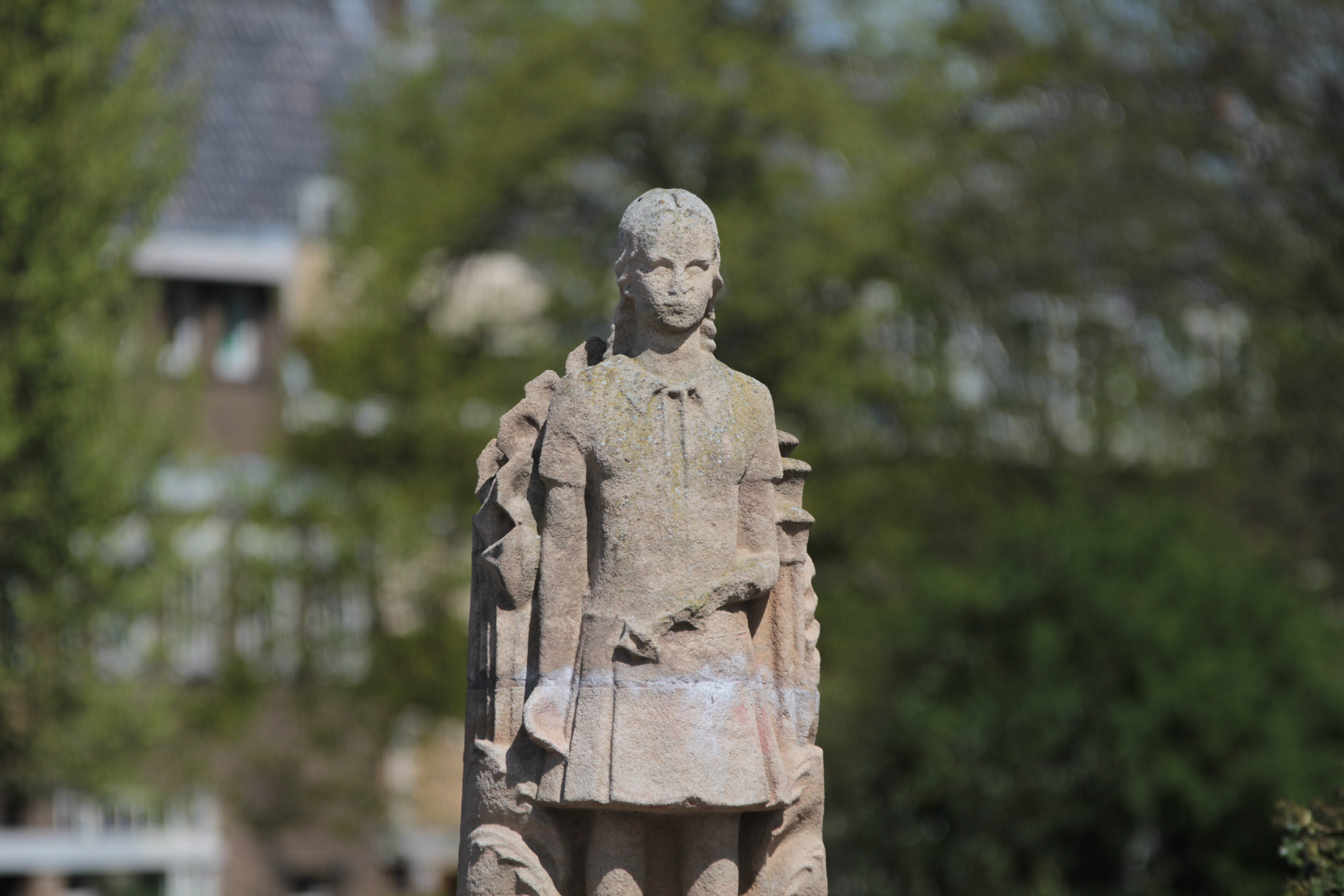
Dochter
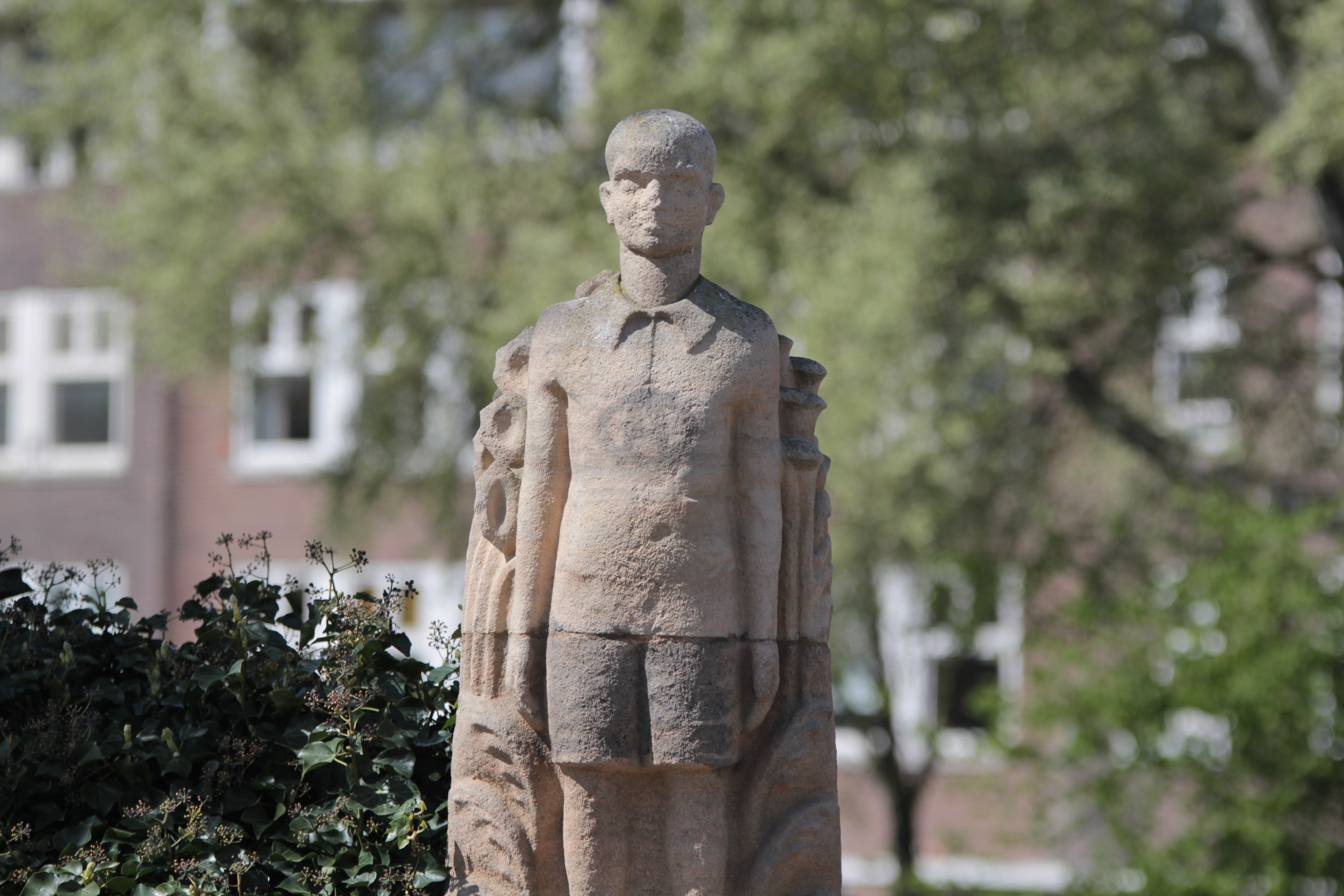
Zoon
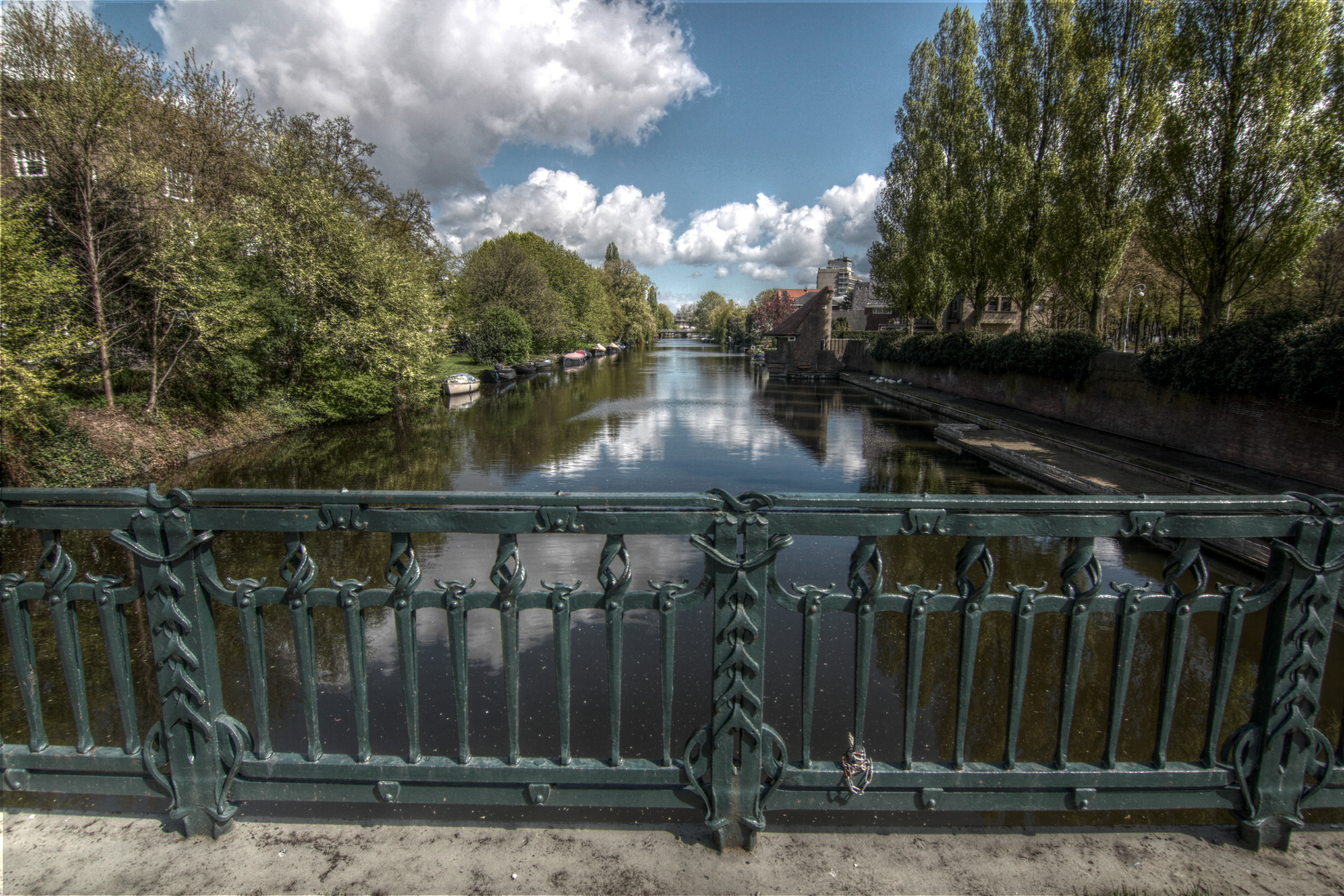
Noorder Amstelkanaal gezien vanaf de brug. Rechts een van de twee brugwachtershuisjes

<<< · 400 · 401 · 402 · 403 · 404 · 405 · 406 · 407 · 408 · 409 · 410 · 411 · 413 · 414 · 415 · 416 · 417 · 418 · 419 · 420 · 421 · 422 · 423 · 424 · 425 · 427 · 429 · 430 · 431 · 432 · 433 · 434 · 435 · 436 · 437 · 438 · 439 · 440 · 441 · 442 · 443 · 444 · 445 · 446 · 447 · 448 · 449 · 450 · 451 · 452 · 453 · 454 · 455 · 456 · 457 · 458 · 459 · 460 · 461 · 462 · 463 · 464 · 465 · 466 · 469 · 470 · 471 · 472 · 473 · 474 · 475 · 476 · 478 · 479 · 480 · 482 · 483 · 485 · 486 · 487 · 488 · 489 · 490 · 491 · 492 · 493 · 494 · 495 · 496 · 497 · 499 · >>>
Brugnummers 412, 426, 428, 467, 468, 477, 481, 484 en 498 zijn niet (meer) vergeven.